# Croissy-sur-Celle
Croissy-sur-Celle is een gemeente in het Franse departement Oise (regio Hauts-de-France) en telt 229 inwoners (1999). De plaats maakt deel uit van het arrondissement Beauvais. In de gemeente ligt het gesloten spoorwegstation Croissy-sur-Celle.

## Geografie
De oppervlakte van Croissy-sur-Celle bedraagt 11,3 km², de bevolkingsdichtheid is 20,3 inwoners per km².
De onderstaande kaart toont de ligging van Croissy-sur-Celle met de belangrijkste infrastructuur en aangrenzende gemeenten.

## Demografie
Onderstaande figuur toont het verloop van het inwonertal (bron: INSEE-tellingen).